# トリプルアルファ反応

トリプルアルファ反応

トリプルアルファ反応（トリプルアルファはんのう、triple-alpha process）とは、3個のヘリウム4の原子核（アルファ粒子）が結合して炭素12の原子核に変換される核融合反応の1つである。

## 概説
この核融合反応が起こるのは、温度が約1億K以上の場合に限られ、恒星内部のヘリウムの存在量が多い環境で起こる。典型的な例として、陽子-陽子連鎖反応やCNOサイクルによって作られたヘリウムがたまっている古い恒星の中心部でこの反応が起こる。恒星の中心核で水素による核融合反応が終わると、中心核は自己重力で収縮し、この収縮によって中心温度が十分に高くなるとヘリウムによる核融合反応が始まる。
{\displaystyle {\ce {{^{4}_{2}He}+_{2}^{4}He<=>{^{8}_{4}Be}+\gamma }}} {\displaystyle {\mbox{ −91.78 keV}}} 吸熱反応
{\displaystyle {\ce {{^{8}_{4}Be}+_{2}^{4}He->{^{12}_{6}C}+\gamma }}} {\displaystyle {\mbox{ +7.367 MeV}}} 発熱反応
この過程で生じる正味のエネルギーは 7.275 MeV である。
この反応の第1段階で生成される 8Be は不安定な核種で、約 2.6 ×10−16 秒で再び2個の4Heの原子核に崩壊してしまう。しかしヘリウム燃焼が起きている状態ではこの両方向の反応が平衡状態となり、8Be がわずかに存在する状態が実現する。この状態で 8Be がさらにアルファ粒子を捕獲すると 12C が作られる。このようにして3個のアルファ粒子が 12C に変換される反応をトリプルアルファ反応と呼ぶ。

## 反応速度と合成される核種
トリプルアルファ反応の確率は非常に小さい。そのため、この反応によって炭素が作られるためには長い時間がかかる。ビッグバン後の元素合成で炭素が全く合成されなかった理由はここにある。すなわち、ビッグバンの後には宇宙の温度が急速に下がり、炭素が作られるのに必要な温度をすぐに下回ってしまったためである。
通常、トリプルアルファ反応の確率は極めて小さい。しかしベリリウム8の基底状態のエネルギーは2個のアルファ粒子のエネルギーと非常に近い値になっている。また、反応の第2段階で起こる 8Be + 4He のエネルギーも 12C のある励起状態のエネルギーにほぼ一致している。これらのエネルギー的な共鳴によって反応の確率が大幅に増え、結果的にアルファ粒子が結合してベリリウム8や炭素12を作ることが可能になっている。
また、トリプルアルファ反応の副次的過程として、炭素12の原子核がさらにヘリウム4と融合して酸素の安定同位体を作ってエネルギーを生成する反応も起こる。
{\displaystyle {\ce {^{12}C\ + \ ^4He -> \ ^{16}O\ + \gamma}}}
しかし、この連鎖反応の次の段階である、酸素16の原子核とアルファ粒子が結合してネオン20を作る反応は核スピンの条件によってほとんど起こらない。この結果、恒星内部での元素合成では炭素12と酸素16は大量に作られるが、これらがさらに重いネオンなどの元素に変換される割合はごく小さい。したがって、この酸素16と炭素12が、言わば「ヘリウム燃焼の灰」だと言って良い。
恒星内部の核融合によって作られる核種は鉄56までである。これより重い核種は主に中性子捕獲によって作られる。s過程と呼ばれるこの比較的低速 (Slow)の中性子捕獲過程によって、鉄以降の重元素のおよそ半分が合成される。残りの半分はr過程と呼ばれるより速く (Rapid)進む中性子捕獲反応によって作られる。r過程は超新星爆発で恒星の中心核が重力収縮する際に起こると考えられている。

## 反応率と恒星進化
トリプルアルファ反応は恒星を作る物質の温度と密度に強く依存する。この反応で生み出される単位時間当たりのエネルギー量はおよそ温度の40乗及び密度の2乗に比例する。これに対して陽子-陽子連鎖反応ではエネルギー生成率は温度の4乗及び密度の1乗に比例する。
トリプルアルファ反応がこのように強い温度依存性を持つことが、恒星進化の晩期に赤色巨星段階が存在する理由となっている。
比較的小質量の恒星では、中心核にたまったヘリウムは専ら電子の縮退圧によって重力収縮に拮抗している。よって中心核の体積はその密度のみによって決まり、圧力には依存しない。このため、小質量星の内部でトリプルアルファ反応が始まると、縮退した中心核では熱膨張が起きないために核の温度は上がる一方となり、この温度上昇によって反応速度はより一層加速され、反応が暴走することになる。この暴走的な反応をヘリウムフラッシュと呼ぶ。ヘリウムフラッシュは数分間しか続かないが、この間に中心核に含まれるヘリウムの60% - 80%が反応に使われ、莫大なエネルギーが生み出される。
これに対して質量の大きな恒星では、ヘリウム燃焼は縮退した炭素からなる中心核の周囲を取り巻く球殻状のヘリウム層の中で起こる。このヘリウム殻は縮退していないため、ヘリウム燃焼で放出されるエネルギーによって温度が上昇すると、星の外層は膨張する。この膨張によってヘリウム層の温度が下がるとヘリウム燃焼は停止し、星は再び収縮する。このような膨張と収縮を繰り返すため、この段階の恒星は脈動変光星として観測され、外層の物質を星の外部に流出させる。

## 発見
トリプルアルファ反応が実現するためには炭素12原子核がヘリウム4やベリリウム8とほぼ同じエネルギーの共鳴準位を持っていることが不可欠だが、1952年より前には炭素原子核にこのようなエネルギー準位が存在することは知られていなかった。そのため、当時考えられていた元素合成のモデルでは炭素以降の重元素を作ることができず、宇宙に見られる重元素の由来を説明できなかった。これに対して宇宙物理学者のフレッド・ホイルは、「炭素12が現実の宇宙に豊富に存在し、それゆえに我々のような生命も存在できているという事実こそが逆に、トリプルアルファ反応が実際に起こるために必要な共鳴準位が炭素12に存在することの証拠である」という説を最初に唱えた。彼のこのような考え方は現在では人間原理と呼ばれる。ホイルはこの考えを原子核物理学者のウィリアム・ファウラーに示唆した。ファウラーは、確かにそれまでの研究では炭素12にそのような共鳴準位が存在する可能性が見逃されていたことを認めた。ファウラーらの研究グループはこの問題に取り組み、実際に炭素12に7.65MeVに近い共鳴準位が存在することを発見した。ファウラーはこれをきっかけにして、炭素からウランまでの全ての元素が恒星内部で合成されうることを示した歴史的論文（B2FH論文）を発表し、この功績によって1983年のノーベル物理学賞を受賞した。